# Surimi
O surimi é um alimento feito à base de carne ou pasta de peixes brancos. Pode se apresentar em diversas formas: varas, bastonetes, cubos, medalhões, migalhas, raspas ou cortado em pedaços.
Esse tipo de comida é frequentemente usado para fazer as vezes, imitando sabor e textura, de outros tipos de carne, como as de siri, caranguejo e lagosta. O tipo mais comum no Ocidente é o surimi de imitação de carne de caranguejo, conhecido como kani-kama.

## História
A receita de surimi foi criada no Japão por mulheres de pescadores e suas famílias, durante o século XVII, recebendo o nome de kamaboko (lit. "carne de peixe"). A preparação consistia em lavar a carne do peixe em água doce, colocá-la para salgar a fim de prolongar o tempo de conservação e assim poder manter um estoque de alimentos proteicos fora das épocas propícias para pescaria.
Nas décadas de 1960 e 1970, a escassez de carne de caranguejo no arquipélago japonês levou os cozinheiros japoneses a inventarem o kani-kamaboko (lit. "carne de peixe com caranguejo"), que foi um grande sucesso e logo começou a ser industrializado em massa. Junto com o sucesso dos pratos de sushi, os produtos de carne processada de peixe ganharam rapidamente um novo mercado: o de exportação para países ocidentais.
Em 1985, ocorre o surgimento das primeiras produtoras de surimi na Europa. Os grandes empresários agro-alimentares franceses, acreditando no potencial de venda do produto, tornaram a produzir em massa pela primeira vez o alimento na França. Hoje em dia, o Japão ainda é o maior consumidor de surimi, mas o produto tem desfrutado de um crescente sucesso; os Estados Unidos, China e Tailândia também são grandes produtores do alimento, e a Lituânia, Vietnã, Argentina, Malásia e França, fortes mercados consumidores.

## Produção

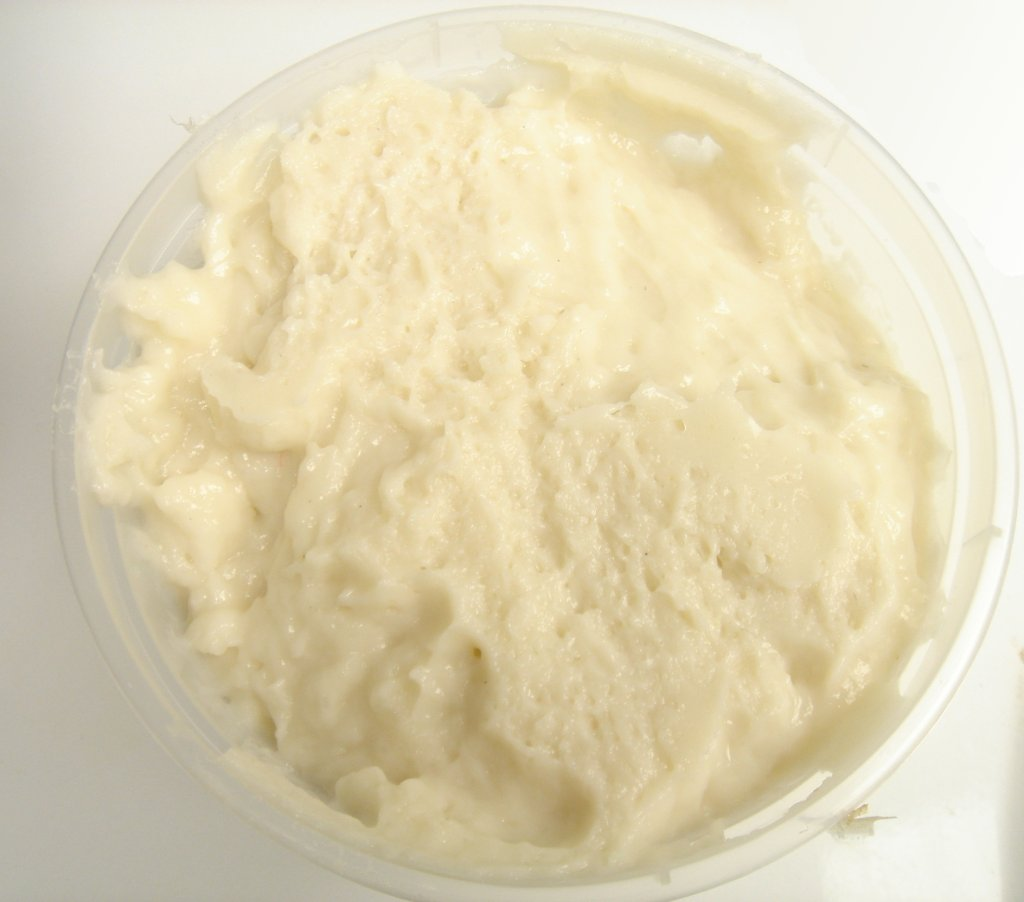
A pasta base para preparação do alimento

A produção do surimi se dá em duas etapas principais: primeiro a transformação do peixe na pasta-base de surimi, e depois a transformação e modelagem dessa base no produto final.
Na primeira etapa, os peixes tem a cabeça cortada e são eviscerados. Pele, barbatanas e ossos são removidos. Apenas a parte nobre do peixe, sua carne, é mantida, para ser posteriormente misturada, lavada diversas vezes em água doce, e comprimida. Assim, se eliminam as proteínas solúveis (enzimas), o sangue, a gordura e os tecidos conjuntivos. Estes passos resultam na formação da base de surimi, que é uma pasta branca sem gosto, rica em proteínas e com baixo nível de gordura. A essa base, é adicionada uma pequena quantidade de crioprotetores (polifosfatos, açúcar ou sorbitol) para melhorar a resistência da proteína ao frio. Esta massa irá, em seguida, ser congelada.
Na segunda etapa, novos ingredientes podem ser adicionados ao surimi a fim de assegurar que a pasta se torne completamente homogênea: amido (de batata ou de trigo), clara de ovo, óleo vegetal, água, glutamato monossódico, sal, sorbitol, aromas (naturais ou artificiais, o mais comum sendo de caranguejo, para produzir o kanikama) e corante (páprica doce é comumente usada para colorir a superfície de tom avermelhado).
A massa é moldada na forma que será vendida, mais tipicamente enrolada e cortada em bastonetes, de aproximadamente 7,5 cm de comprimento por 1,5 cm de diâmetro; e, então, é pasteurizada, e se torna pronta para consumo.

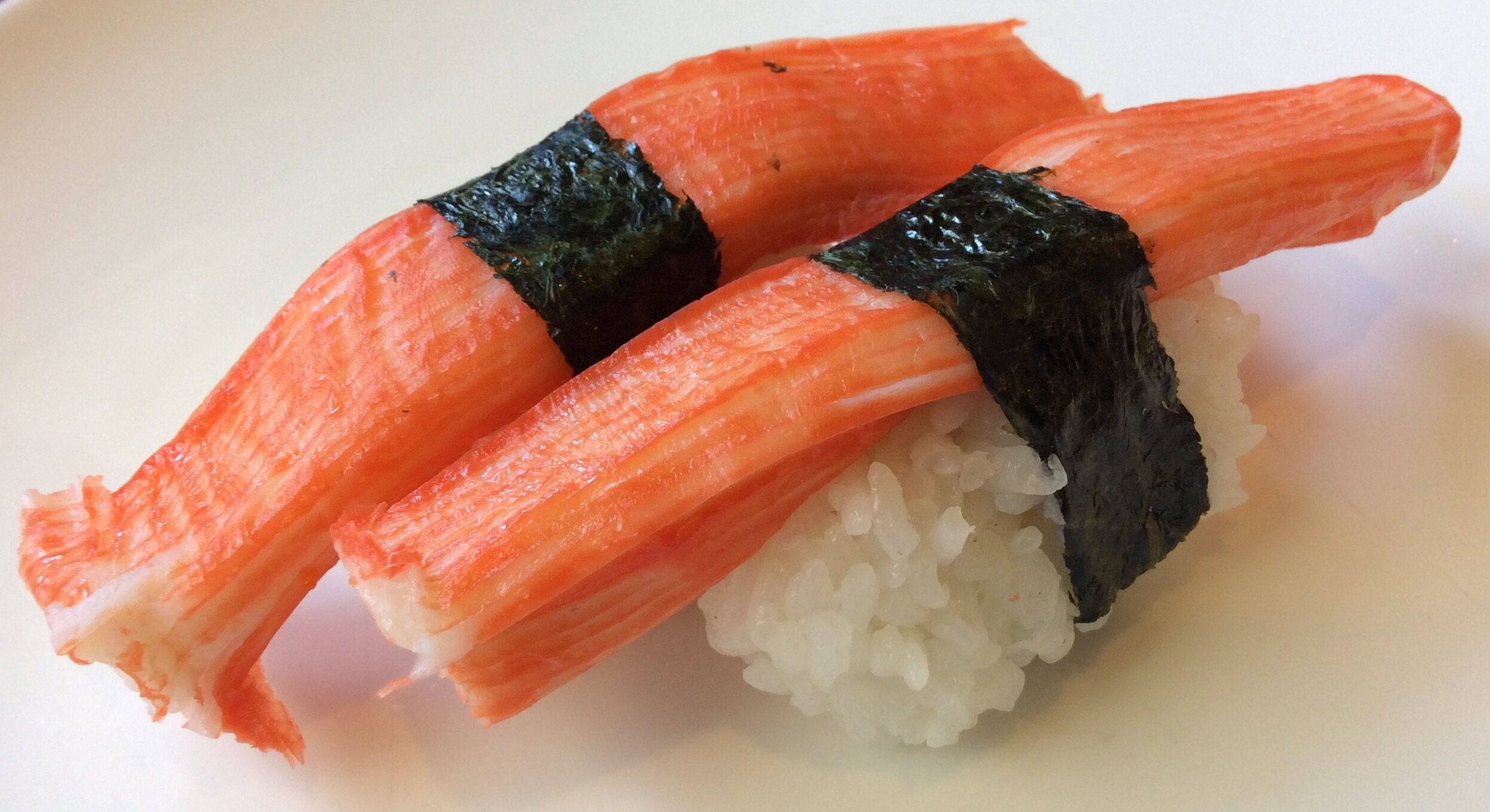
Sushi feito com kani-kama, tipo de surimi que imita carne de caranguejo.
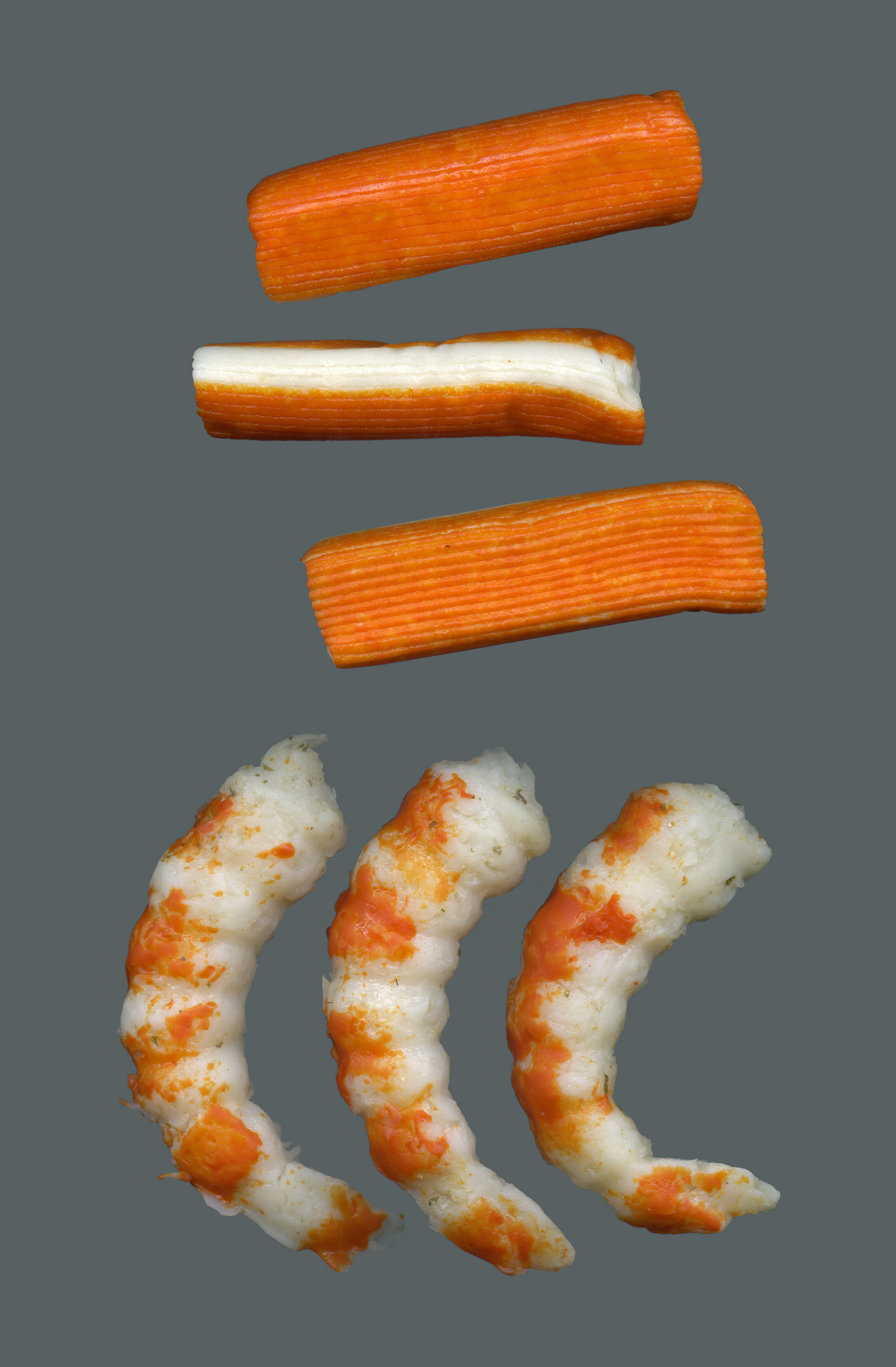
Surimi de lagostim.